# ジョイ・ベルトラム
ジョーイ・ベルトラム（Joey Beltram、1971年11月6日 - ）は、アメリカのテクノ・ミュージシャン、 DJ、音楽プロデューサーである。ドイツのトレゾアなど、デトロイト・テクノを多くリリースするレーベルを中心にアルバムを発表し、1999年には自身のレーベル「STXレコード (STX Records)」を立ち上げた。

## 経歴
アメリカ合衆国ニューヨーク市クイーンズ区で生まれる。メキシコ人の父親と、イタリア人の母親を両親に持ち、決して恵まれているとは言えない家庭環境で育った。小さい頃は「Poes」というニックネームで、ニューヨークのストリートでエアロゾールを描き、地下鉄サーフィンをして気を紛らわす時代を送っていた。そのことが後に彼のクリエイティブな人生に影響しているという。
1983年、12歳の頃に初めてターンテーブルを所持するようになり、はじめは高速なエレクトロとヒップホップを好んで回していたが、それから間もなくシカゴ・ハウスを主とするようになった。
音楽活動を開始した頃は、デトロイト・テクノ、シカゴ・ハウスに影響を受けた音楽を作っていた。1991年にリリースした「Energy Flash」で全世界のテクノシーンにその名が知られるようになる。またシングル「Mentasm」は1990年代初頭のレイヴ・カルチャーにおいて頻繁にかかった曲の一つに数えられる。「Mentasm」は、1989年にリリースされたベルギーのRhythm Deviceによる楽曲「Acid Rock」と、1990年にリリースされたThe Projectによる楽曲「Do That Dance」（R&Sレコーズ）にインスパイアされている。

## ディスコグラフィ

### スタジオ・アルバム
- Dance Generator (1993年)
- Aonox (1994年)
- Places (1995年)
- Joey Beltram Presents Geoffrey Mack (1998年)
- The Rising Sun (2004年)

### コンピレーション・アルバム
- 『クラシックス』 - Classics (1996年)
- The Sound of 2AM (1999年)

### 主なシングル
- "Energy Flash" (1990年)
- "Mentasm" (1991年) ※Second Phase名義
- "Cop Car" (1994年)
- "Caliber" (1994年) ※全英96位[5]
- "Game Form" (1995年)